# Arizona Coyotes
Arizona Coyotes byl americký klub ledního hokeje, který sídlil v arizonském městě Tempe. Do NHL vstoupil v ročníku 1996/97 a hrál v Pacifické divizi v rámci Západní konference. Své domácí zápasy odehrával v hale Gila River Arena s kapacitou 17 125 diváků. Klubové barvy byly cihlově červená, černá a písková.

## Éra Arizona Coyotes
Po sezoně 2013/14 se klub přejmenoval z Phoenix Coyotes na Arizona Coyotes, neboť vedení klubu chtělo dát najevo, že tým není pouze města Phoenix, ale celého státu Arizona.
10. února 2022 klub podepsal tříletou smlouvu a své zápasy hraje od podzimu 2022 v nové ASU Multi-Purpose Arena s kapacitou 4 600 diváků.
Od doby kdy se klub přestěhoval z města Glendale kvůli sporům klub řešil nové místo klubu, a to v Tempe na univerzitním stadioně, který má ale malou kapacitu. Dne 11. dubna 2024 vyšlo najevo, že klub si postaví buď svůj hokejový stadion v Arizoně, což je malá pravděpodobnost nebo se bude stěhovat do jiného státu.
O 2 dny později 13. dubna 2024 bylo zjištěno, že vedení klubu i s hráči mělo meeting a byli informováni o stěhování klubu do sousedícího státu Utah Oficiálně by toto oznámení mělo přijít v půlce dubna.
18. dubna 2024 klub vydal oficiální oznámení, že klub se bude stěhovat do státu Utah a konkrétně do města Salt Lake City. Novým vlastníkem klubu bude podnikatel Ryan Smith, kterému patří kluby Real Salt Lake (MLS) a Utah Jazz (NBA). Klub bude své zápasy odehrávat v aréně Delta Center, kde odehrává své zápasy i právě basketbalový tým Utah Jazz. Nový tým se pro sezónu 2024/25 nazývá Utah Hockey Club.

## Éra Winnipeg Jets

### Období v lize WHA
Předchůdcem týmu Phoenix Coyotes bylo družstvo Winnipeg Jets. Ani jeden z obou týmů nikdy nepatřil k elitě NHL. Jets (česky tryskáči) se asi nejvíc proslavili tím, že v roce 1972 přemluvili Bobbyho Hulla, aby nehrál NHL, ale aby nastupoval za Winnipeg v soutěži WHA. V této soutěži s Hullem třikrát vyhráli titul. Na konci 70. let ovšem ligu zmohly finanční trable. Její „nejzdravější“ členové, kterými byli Winnipeg, Quebec, Edmonton a Hartford, se směli připojit k NHL. Kluby se mohly připojit pouze pod podmínkou ponechání maximálně dvou hráčů a dvou brankářů. Ostatní hráče si mezi sebou rozebraly ostatní týmy.

### Období v NHL
První sezónou pro Winnipeg byla sezóna 1979–1980, ve které skončil předposlední. Ve druhé sezóně vyhrál jenom devět utkání. V dresu Jets se v této sezóně objevil osmnáctiletý útočník Dale Hawerchuk, jenž získal 103 kanadské body (45+58) a získal Calder Memorial Trophy.
V následující sezóně se klub probojoval do play-off, kde v prvním kole podlehl St. Louis 1:3 na zápasy. Trenér týmu Tom Watt byl za tento vzestup odměněn Jack Adams Award (trofej pro nejlepšího trenéra). Winnipeg se do čtvrtfinále dostal pouze dvakrát, v obou případech přes Calgary, ale poté ho ve čtvrtfinále vždy rozdrtili 4:0 na zápasy Edmonton Oilers. V roce 1990 se Winnipeg utkal s Oilers již v osmifinále a téměř je porazil, ale Edmonton nakonec sérii obrátil ve svůj prospěch.
Krátce poté se Winnipeg dostal do finančních potíží a kvůli sporům o plat jej opustili Hawerchuk, Phil Housley, Bob Essensa a další hráči klubu. Teemu Selänne v sezóně 1992–1993 stanovil nováčkovský rekord v počtu získaných bodů, tento rekord nebyl ke konci sezóny 2018–2019 překonán. Selänne dal 76 branek a jeho získaných 132 bodů mu vyneslo Calder Trophy. V únoru 1996 ho byl tým nucen vyměnit do Anaheimu. V létě téhož roku se klub odstěhoval do Phoenixu v Arizoně.

## Éra Phoenix Coyotes
Ani po přestěhování se tým nedostal mezi elitu NHL. Hned ve své první sezóně (sezóna 1996–1997) se klub sice probojoval do play-off, ale skončil hned v prvním kole. To se opakovalo i v následujících třech sezónách. Poprvé to bylo s Detroitem, poté se St. Louis a nakonec s Coloradem, ačkoli za tým hráli uznávaní hráči jako Jeremy Roenick, Keith Tkachuk, Claude Lemieux, Teppo Numminen, Nikolaj Chabibulin, Sean Burke, či Tony Amonte.
Na přelomu tisíciletí klub koupila skupina finančníků, v jejímž čele stál Wayne Gretzky. Ten vyměnil většinu slavnějších a starších hráčů za levnější mladíky. V sezóně 2003–2004 se klub z American West Areny přestěhoval do Gila River Areny, změnil logo a design dresů. 9. ledna 2004 zaznamenal brankář týmu Brian Boucher individuální úspěch, když překonal rekord v neprůstřelnosti z roku 1949. Celkově však byla sezóna pro klub neúspěšná. 24. února 2004 byl odvolán nejdéle zaměstnaný trenér v dějinách klubu Bob Francis.

## Historické názvy
- 1996 – Phoenix Coyotes
- 2014 – Arizona Coyotes

## Úspěchy
- Vítěz pacifické divize ( 1× )
  - 2011/12

## Individuální trofeje
Zdroj:
| Individuální trofeje             | Rok a hráč              |
| -------------------------------- | ----------------------- |
| Art Ross Trophy                  | nikdo                   |
| Calder Memorial Trophy           | nikdo                   |
| Conn Smythe Trophy               | nikdo                   |
| Roger Crozier Saving Grace Award | nikdo                   |
| Hart Memorial Trophy             | nikdo                   |
| William M. Jennings Trophy       | nikdo                   |
| King Clancy Memorial Trophy      | nikdo                   |
| Lady Byng Memorial Trophy        | nikdo                   |
| Bill Masterton Memorial Trophy   | nikdo                   |
| Mark Messier Leadership Award    | 2011/2012 • Shane Doan  |
| James Norris Memorial Trophy     | nikdo                   |
| Ted Lindsay Award                | nikdo                   |
| NHL Plus/Minus Award             | nikdo                   |
| Maurice Richard Trophy           | nikdo                   |
| Frank J. Selke Trophy            | nikdo                   |
| Vezina Trophy                    | nikdo                   |
| NHL Foundation Player Award      | nikdo                   |
| Jack Adams Award                 | 2001/2002 • Bob Francis |

## Individuální rekordy jednotlivých sezón

### Základní část
- Zdroj na NHL.com

| 1996/1997 |
| 1997/1998 |
| 1998/1999 |
| 1999/2000 |
| 2000/2001 |
| 2001/2002 |
| 2002/2003 |
| 2003/2004 |
| 2004/2005 |
| 2005/2006 |
| 2006/2007 |
| 2007/2008 |
| 2008/2009 |
| 2009/2010 |
| 2010/2011 |
| 2011/2012 |
| 2012/2013 |
| 2013/2014 |
| 2014/2015 |
| 2015/2016 |
| 2016/2017 |
| 2017/2018 |
| 2018/2019 |
| 2019/2020 |
| 2020/2021 |
| 2021/2022 |
| 2022/2023 |
| 2023/2024 |

| Keith Tkachuk                    | 52 |
| Keith Tkachuk                    | 40 |
| Keith Tkachuk                    | 36 |
| Keith Tkachuk                    | 34 |
| Keith Tkachuk                    | 30 |
| Daniel Brière                    | 32 |
| Mike Johnson                     | 23 |
| Shane Doan                       | 27 |
| stávka                           |    |
| Shane Doan, Mike Comrie          | 30 |
| Shane Doan                       | 27 |
| Shane Doan                       | 28 |
| Shane Doan                       | 31 |
| Lee Stempniak                    | 28 |
| Shane Doan                       | 20 |
| Radim Vrbata                     | 35 |
| Shane Doan, Antoine Vermette     | 13 |
| Antoine Vermette                 | 24 |
| Oliver Ekman-Larsson             | 23 |
| Shane Doan                       | 28 |
| Radim Vrbata                     | 20 |
| Clayton Keller                   | 23 |
| Alex Galchenyuk, Brad Richardson | 19 |
| Conor Garland                    | 22 |
| Phil Kessel                      | 20 |
| Clayton Keller                   | 28 |
| Clayton Keller                   | 37 |
| Clayton Keller                   | 33 |

| Oleg Tverdovskij                | 45 |
| Cliff Ronning                   | 44 |
| Jeremy Roenick                  | 48 |
| Jeremy Roenick                  | 44 |
| Jeremy Roenick                  | 46 |
| Daymond Langkow, Teppo Numminen | 35 |
| Mike Johnson                    | 40 |
| Shane Doan                      | 41 |
| stávka                          |    |
| Ladislav Nagy                   | 41 |
| Shane Doan                      | 28 |
| Shane Doan                      | 50 |
| Shane Doan                      | 42 |
| Wojtek Wolski                   | 42 |
| Keith Yandle                    | 48 |
| Ray Whitney                     | 53 |
| Oliver Ekman-Larsson            | 21 |
| Keith Yandle                    | 45 |
| Sam Gagner                      | 26 |
| Oliver Ekman-Larsson, Max Domi  | 34 |
| Radim Vrbata                    | 35 |
| Clayton Keller                  | 42 |
| Clayton Keller                  | 33 |
| Taylor Hall                     | 36 |
| Conor Garland                   | 27 |
| Phil Kessel                     | 44 |
| Clayton Keller                  | 49 |
| Clayton Keller                  | 43 |

| Keith Tkachuk        | 86 |
| Keith Tkachuk        | 66 |
| Jeremy Roenick       | 72 |
| Jeremy Roenick       | 78 |
| Jeremy Roenick       | 76 |
| Daymond Langkow      | 62 |
| Mike Johnson         | 63 |
| Shane Doan           | 68 |
| stávka               |    |
| Shane Doan           | 66 |
| Shane Doan           | 55 |
| Shane Doan           | 78 |
| Shane Doan           | 73 |
| Wojtek Wolski        | 65 |
| Shane Doan           | 60 |
| Ray Whitney          | 77 |
| Keith Yandle         | 30 |
| Keith Yandle         | 53 |
| Oliver Ekman-Larsson | 43 |
| Oliver Ekman-Larsson | 55 |
| Radim Vrbata         | 55 |
| Clayton Keller       | 65 |
| Clayton Keller       | 47 |
| Taylor Hall          | 52 |
| Phil Kessel          | 43 |
| Clayton Keller       | 63 |
| Clayton Keller       | 86 |
| Clayton Keller       | 76 |

## Češi a Slováci v Arizona Coyotes (Phoenix Coyotes)
| Sezóna                                                                   | Hráči – Češi                                                                    | Hráči – Slováci                                                      | Soupiska       | Playoffs       |
| 1996/1997                                                                | nikdo                                                                           | nikdo                                                                | Zde            | Zde            |
| 1997/1998                                                                | nikdo                                                                           | nikdo                                                                | Zde            | Zde            |
| 1998/1999                                                                | Stanislav Neckář • Robert Reichel                                               | nikdo                                                                | Zde            | Zde            |
| 1999/2000                                                                | Stanislav Neckář                                                                | Radoslav Suchý                                                       | Zde            | Zde            |
| 2000/2001                                                                | nikdo                                                                           | Michal Handzuš • Ladislav Nagy • Radoslav Suchý                      | Zde            | Ne             |
| 2001/2002                                                                | nikdo                                                                           | Michal Handzuš • Ladislav Nagy • Radoslav Suchý • Branko Radivojevič | Zde            | Zde            |
| 2002/2003                                                                | Jan Hrdina                                                                      | Ladislav Nagy • Radoslav Suchý • Branko Radivojevič                  | Zde            | Ne             |
| 2003/2004                                                                | Jan Hrdina                                                                      | Ladislav Nagy • Radoslav Suchý                                       | Zde            | Ne             |
| 2004/2005                                                                | Sezóna zrušena                                                                  | Sezóna zrušena                                                       | Sezóna zrušena | Sezóna zrušena |
| 2005/2006                                                                | Zbyněk Michálek • Pavel Brendl • Petr Nedvěd                                    | Ladislav Nagy                                                        | Zde            | Ne             |
| 2006/2007                                                                | Zbyněk Michálek                                                                 | nikdo                                                                | Zde            | Ne             |
| 2007/2008                                                                | Radim Vrbata • Martin Hanzal • Zbyněk Michálek                                  | Marcel Hossa                                                         | Zde            | Ne             |
| 2008/2009                                                                | Martin Hanzal • Zbyněk Michálek • Petr Průcha                                   | nikdo                                                                | Zde            | Ne             |
| 2009/2010                                                                | Radim Vrbata • Martin Hanzal • Petr Průcha • Robert Lang • Zbyněk Michálek      | nikdo                                                                | Zde            | Zde            |
| 2010/2011                                                                | Radim Vrbata • Martin Hanzal • Petr Průcha • Michal Rozsíval • Rostislav Klesla | nikdo                                                                | Zde            | Zde            |
| 2011/2012                                                                | Radim Vrbata • Martin Hanzal • Michal Rozsíval • Rostislav Klesla               | nikdo                                                                | Zde            | Zde            |
| 2012/2013                                                                | Radim Vrbata • Martin Hanzal • Zbyněk Michálek • Rostislav Klesla               | nikdo                                                                | Zde            | Ne             |
| 2013/2014                                                                | Radim Vrbata • Martin Hanzal • Zbyněk Michálek • Rostislav Klesla • Martin Erat | nikdo                                                                | Zde            | Ne             |
| 2014/2015                                                                | Martin Hanzal • Martin Erat • Zbyněk Michálek                                   | nikdo                                                                | Zde            | Ne             |
| 2015/2016                                                                | Martin Hanzal • Zbyněk Michálek • Jiří Sekáč • Marek Langhamer                  | nikdo                                                                | Zde            | Ne             |
| 2016/2017                                                                | Martin Hanzal • Zbyněk Michálek • Radim Vrbata • Marek Langhamer                | nikdo                                                                | Zde            | Ne             |
| 2017/2018                                                                | nikdo                                                                           | Richard Pánik                                                        | Zde            | Ne             |
| 2018/2019                                                                | nikdo                                                                           | Richard Pánik                                                        | Zde            | Ne             |
| 2019/2020                                                                | nikdo                                                                           | nikdo                                                                | Zde            | Zde            |
| 2020/2021                                                                | Jan Jeník                                                                       | nikdo                                                                | Zde            | Ne             |
| 2021/2022                                                                | Dmitrij Jaškin • Josef Kořenář • Karel Vejmelka • Jan Jeník                     | nikdo                                                                | Zde            | Ne             |
| 2022/2023                                                                | Karel Vejmelka • Lukáš Klok odchod do Rögle BK • Ronald Knot • Jan Jeník        | nikdo                                                                | Zde            | Ne             |
| 2023/2024                                                                | Karel Vejmelka • Jan Jeník                                                      | Patrik Koch                                                          | Zde            | Ne             |
| Češi - Zdroj na Eliteprospects.com Slováci - Zdroj na Eliteprospects.com |                                                                                 |                                                                      |                |                |

## Umístění v jednotlivých sezonách
| USA / Kanada (1996 – ) |                        |        |                                                                          |                                                                          |                                                                          |                                                                          |                                                                          |                                                                          |                                                                          |                                                                          |                                                                          |                                                                          |                                                                          |                |
| Sezóny                 | Liga                   | Úroveň | Z                                                                        | V                                                                        | VP                                                                       | R                                                                        | PP                                                                       | P                                                                        | VG                                                                       | OG                                                                       | +/-                                                                      | B                                                                        | Pozice                                                                   | Play-off       |
| 1996/97                | NHL (Centrální divize) | 1      | 82                                                                       | 38                                                                       | –                                                                        | 7                                                                        | –                                                                        | 37                                                                       | 240                                                                      | 243                                                                      | -3                                                                       | 83                                                                       | 3.                                                                       | Čtvrtfinále ZK |
| 1997/98                | NHL (Centrální divize) | 1      | 82                                                                       | 32                                                                       | –                                                                        | 12                                                                       | –                                                                        | 35                                                                       | 224                                                                      | 227                                                                      | -3                                                                       | 82                                                                       | 4.                                                                       | Čtvrtfinále ZK |
| 1998/99                | NHL (Pacifická divize) | 1      | 82                                                                       | 39                                                                       | –                                                                        | 12                                                                       | –                                                                        | 31                                                                       | 205                                                                      | 197                                                                      | +12                                                                      | 90                                                                       | 2.                                                                       | Čtvrtfinále ZK |
| 1999/00                | NHL (Pacifická divize) | 1      | 82                                                                       | 39                                                                       | –                                                                        | 8                                                                        | 4                                                                        | 31                                                                       | 232                                                                      | 228                                                                      | +4                                                                       | 90                                                                       | 3.                                                                       | Čtvrtfinále ZK |
| 2000/01                | NHL (Pacifická divize) | 1      | 82                                                                       | 35                                                                       | –                                                                        | 17                                                                       | 3                                                                        | 41                                                                       | 188                                                                      | 245                                                                      | -57                                                                      | 66                                                                       | 4.                                                                       | Ne             |
| 2001/02                | NHL (Pacifická divize) | 1      | 82                                                                       | 40                                                                       | –                                                                        | 9                                                                        | 6                                                                        | 27                                                                       | 228                                                                      | 210                                                                      | +28                                                                      | 95                                                                       | 2.                                                                       | Čtvrtfinále ZK |
| 2002/03                | NHL (Pacifická divize) | 1      | 82                                                                       | 31                                                                       | –                                                                        | 11                                                                       | 5                                                                        | 37                                                                       | 214                                                                      | 239                                                                      | -25                                                                      | 73                                                                       | 4.                                                                       | Ne             |
| 2003/04                | NHL (Pacifická divize) | 1      | 82                                                                       | 22                                                                       | –                                                                        | 18                                                                       | 6                                                                        | 36                                                                       | 188                                                                      | 245                                                                      | -57                                                                      | 68                                                                       | 5.                                                                       | Ne             |
| 2004/05                | NHL (Pacifická divize) | 1      | Soutěž byla v této sezóně z důvodu chybějící kolektivní smlouvy zrušena. | Soutěž byla v této sezóně z důvodu chybějící kolektivní smlouvy zrušena. | Soutěž byla v této sezóně z důvodu chybějící kolektivní smlouvy zrušena. | Soutěž byla v této sezóně z důvodu chybějící kolektivní smlouvy zrušena. | Soutěž byla v této sezóně z důvodu chybějící kolektivní smlouvy zrušena. | Soutěž byla v této sezóně z důvodu chybějící kolektivní smlouvy zrušena. | Soutěž byla v této sezóně z důvodu chybějící kolektivní smlouvy zrušena. | Soutěž byla v této sezóně z důvodu chybějící kolektivní smlouvy zrušena. | Soutěž byla v této sezóně z důvodu chybějící kolektivní smlouvy zrušena. | Soutěž byla v této sezóně z důvodu chybějící kolektivní smlouvy zrušena. | Soutěž byla v této sezóně z důvodu chybějící kolektivní smlouvy zrušena. |                |
| 2005/06                | NHL (Pacifická divize) | 1      | 82                                                                       | 38                                                                       | –                                                                        | –                                                                        | 5                                                                        | 39                                                                       | 246                                                                      | 271                                                                      | -25                                                                      | 81                                                                       | 5.                                                                       | Ne             |
| 2006/07                | NHL (Pacifická divize) | 1      | 82                                                                       | 31                                                                       | –                                                                        | –                                                                        | 5                                                                        | 46                                                                       | 216                                                                      | 284                                                                      | -68                                                                      | 67                                                                       | 5.                                                                       | Ne             |
| 2007/08                | NHL (Pacifická divize) | 1      | 82                                                                       | 38                                                                       | –                                                                        | –                                                                        | 7                                                                        | 37                                                                       | 214                                                                      | 231                                                                      | -17                                                                      | 83                                                                       | 4.                                                                       | Ne             |
| 2008/09                | NHL (Pacifická divize) | 1      | 82                                                                       | 36                                                                       | –                                                                        | –                                                                        | 7                                                                        | 39                                                                       | 208                                                                      | 252                                                                      | -44                                                                      | 79                                                                       | 4.                                                                       | Ne             |
| 2009/10                | NHL (Pacifická divize) | 1      | 82                                                                       | 50                                                                       | –                                                                        | –                                                                        | 7                                                                        | 25                                                                       | 225                                                                      | 202                                                                      | +23                                                                      | 107                                                                      | 2.                                                                       | Čtvrtfinále ZK |
| 2010/11                | NHL (Pacifická divize) | 1      | 82                                                                       | 47                                                                       | –                                                                        | –                                                                        | 5                                                                        | 30                                                                       | 239                                                                      | 235                                                                      | +4                                                                       | 99                                                                       | 2.                                                                       | Čtvrtfinále ZK |
| 2011/12                | NHL (Pacifická divize) | 1      | 82                                                                       | 42                                                                       | –                                                                        | –                                                                        | 13                                                                       | 27                                                                       | 216                                                                      | 204                                                                      | +12                                                                      | 97                                                                       | 1.                                                                       | Finále ZK      |
| 2012/13                | NHL (Pacifická divize) | 1      | 48                                                                       | 21                                                                       | –                                                                        | –                                                                        | 9                                                                        | 18                                                                       | 125                                                                      | 131                                                                      | -6                                                                       | 51                                                                       | 4.                                                                       | Ne             |
| 2013/14                | NHL (Pacifická divize) | 1      | 82                                                                       | 37                                                                       | –                                                                        | –                                                                        | 15                                                                       | 30                                                                       | 216                                                                      | 231                                                                      | -15                                                                      | 89                                                                       | 4.                                                                       | Ne             |
| 2014/15                | NHL (Pacifická divize) | 1      | 82                                                                       | 24                                                                       | –                                                                        | –                                                                        | 8                                                                        | 50                                                                       | 170                                                                      | 272                                                                      | -102                                                                     | 56                                                                       | 7.                                                                       | Ne             |
| 2015/16                | NHL (Pacifická divize) | 1      | 82                                                                       | 35                                                                       | –                                                                        | –                                                                        | 8                                                                        | 39                                                                       | 209                                                                      | 245                                                                      | -36                                                                      | 78                                                                       | 4.                                                                       | Ne             |
| 2016/17                | NHL (Pacifická divize) | 1      | 82                                                                       | 20                                                                       | –                                                                        | –                                                                        | 10                                                                       | 42                                                                       | 197                                                                      | 260                                                                      | -63                                                                      | 70                                                                       | 6.                                                                       | Ne             |
| 2017/18                | NHL (Pacifická divize) | 1      | 82                                                                       | 20                                                                       | –                                                                        | –                                                                        | 12                                                                       | 41                                                                       | 208                                                                      | 256                                                                      | -48                                                                      | 70                                                                       | 8.                                                                       | Ne             |
| 2018/19                | NHL (Pacifická divize) | 1      | 82                                                                       | 30                                                                       | –                                                                        | –                                                                        | 8                                                                        | 35                                                                       | 213                                                                      | 223                                                                      | -10                                                                      | 86                                                                       | 4.                                                                       | Ne             |
| 2019/20                | NHL (Pacifická divize) | 1      | 70                                                                       | 33                                                                       | –                                                                        | –                                                                        | 8                                                                        | 29                                                                       | 195                                                                      | 187                                                                      | +8                                                                       | 74                                                                       | 5.                                                                       | Čtvrtfinále ZK |
| 2020/21                | NHL (Střední divize)   | 1      | 56                                                                       | 19                                                                       | –                                                                        | –                                                                        | 6                                                                        | 26                                                                       | 153                                                                      | 176                                                                      | -23                                                                      | 54                                                                       | 5.                                                                       | Ne             |
| 2021/22                | NHL (Centrální divize) | 1      | 82                                                                       | 25                                                                       | –                                                                        | –                                                                        | 7                                                                        | 50                                                                       | 207                                                                      | 313                                                                      | -106                                                                     | 57                                                                       | 8.                                                                       | Ne             |
| 2022/23                | NHL (Centrální divize) | 1      | 82                                                                       | 18                                                                       | 8                                                                        | –                                                                        | 7                                                                        | 49                                                                       | 228                                                                      | 299                                                                      | -71                                                                      | 70                                                                       | 7.                                                                       | Ne             |
| 2023/24                | NHL (Centrální divize) | 1      | 82                                                                       | 28                                                                       | 8                                                                        | –                                                                        | 5                                                                        | 41                                                                       | 256                                                                      | 274                                                                      | -18                                                                      | 77                                                                       | 7.                                                                       | Ne             |
| Zdroj na NHL.com       |                        |        |                                                                          |                                                                          |                                                                          |                                                                          |                                                                          |                                                                          |                                                                          |                                                                          |                                                                          |                                                                          |                                                                          |                |

### Přehled kapitánů a trenérů v jednotlivých sezónách
| Sezóna    | Kapitán        | Hlavní trenér  |
| --------- | -------------- | -------------- |
| 1996/1997 | Keith Tkachuk  | Don Hay        |
| 1997/1998 | Keith Tkachuk  | Jim Schoenfeld |
| 1998/1999 | Keith Tkachuk  | Jim Schoenfeld |
| 1999/2000 | Keith Tkachuk  | Bob Francis    |
| 2000/2001 | Keith Tkachuk  | Bob Francis    |
| 2001/2002 | Teppo Numminen | Bob Francis    |
| 2002/2003 | Teppo Numminen | Bob Francis    |
| 2003/2004 | Shane Doan     | Bob Francis    |
| 2004/2005 | Sezóna zrušena | Sezóna zrušena |
| 2005/2006 | Shane Doan     | Wayne Gretzky  |
| 2006/2007 | Shane Doan     | Wayne Gretzky  |
| 2007/2008 | Shane Doan     | Wayne Gretzky  |
| 2008/2009 | Shane Doan     | Wayne Gretzky  |
| 2009/2010 | Shane Doan     | Dave Tippett   |
| 2010/2011 | Shane Doan     | Dave Tippett   |
| 2011/2012 | Shane Doan     | Dave Tippett   |
| 2012/2013 | Shane Doan     | Dave Tippett   |

| Sezóna    | Kapitán              | Hlavní trenér  |
| --------- | -------------------- | -------------- |
| 2013/2014 | Shane Doan           | Dave Tippett   |
| 2014/2015 | Shane Doan           | Dave Tippett   |
| 2015/2016 | Shane Doan           | Dave Tippett   |
| 2016/2017 | Shane Doan           | Dave Tippett   |
| 2017/2018 | bez kapitána         | Rick Tocchet   |
| 2018/2019 | Oliver Ekman-Larsson | Rick Tocchet   |
| 2019/2020 | Oliver Ekman-Larsson | Rick Tocchet   |
| 2020/2021 | Oliver Ekman-Larsson | Rick Tocchet   |
| 2021/2022 | bez kapitána         | André Tourigny |
| 2022/2023 | bez kapitána         | André Tourigny |
| 2023/2024 | bez kapitána         | André Tourigny |